# Campinas Voleibol Clube
Il Campinas Voleibol Clube è una società pallavolistica femminile brasiliana con sede a Campinas.
Gioca nel massimo livello del campionato brasiliano, la Superliga Série A.
Il club appartiene alla più grande compagnia medica privata dell'America Meridionale, la Amil Participações.

## Storia della società
Il Campinas Voleibol Clube viene fondato il 15 maggio 2012 dalla Amil Participações, col l'intento di investire nella pallavolo femminile e formare un florido settore giovanile a Campinas. I primi ingaggi del club sono l'allenatore della nazionale brasiliana femminile José Roberto Guimarães e la centrale campionessa olimpica a Pechino 2008 Walewska de Oliveira.

## Rosa 2013-2014
| N° | Nome                   | Ruolo | Data di nascita   | Nazionalità sportiva |
| -- | ---------------------- | ----- | ----------------- | -------------------- |
| -  | José Roberto Guimarães | All   | 31 agosto 1954    | Brasile              |
| 1  | Walewska de Oliveira   | C     | 1º ottobre 1979   | Brasile              |
| 2  | Caroline Gattaz        | C     | 27 giugno 1981    | Brasile              |
| 4  | Cláudia da Silva       | P     | 21 settembre 1987 | Brasile              |
| 5  | Kristin Richards       | S     | 30 giugno 1985    | Stati Uniti          |
| 6  | Angélica Malinverno    | C     | 5 luglio 1989     | Brasile              |
| 7  | Michelle Daldegan      | L     | 5 gennaio 1983    | Brasile              |
| 8  | Gabriela da Silva      | C     | 5 marzo 1996      | Brasile              |
| 9  | Rosamaria Montibeller  | S/O   | 9 aprile 1994     | Brasile              |
| 10 | Priscila Heldes        | P     | 27 marzo 1992     | Brasile              |
| 11 | Juliana Nogueira       | S/O   | 4 agosto 1988     | Brasile              |
| 12 | Natália Pereira        | S     | 4 aprile 1989     | Brasile              |
| 14 | Renata Maggioni        | C     | 21 aprile 1988    | Brasile              |
| 16 | Tandara Caixeta        | S/O   | 30 ottobre 1988   | Brasile              |
| 17 | Stephany da Silva      | L     | 1º gennaio 1985   | Brasile              |